# Edward Steyaert
Edouardus (Edward) Steyaert (Moerkerke, 9 september 1868 - Schaarbeek, 7 oktober 1932) was een Belgisch schilder van glasramen.

## Levensloop
Steyaert werd geboren in Moerkerke, bij Damme, in 1868. Van 1882 tot 1885 volgde hij de kunstacademie in Brugge. Van 1885 tot 1890 volgde hij les aan de Koninklijke Academie voor Schone Kunsten van Antwerpen; hij deed er enkel schilderkunst op doek. Pas in 1890 legde hij zich toe op glasramen, in het atelier van de Italiaanse glazenier Contini in Brussel. In 1896 begon hij als zelfstandige glazenier in Schaarbeek en vanaf dan brak zijn artistieke carrière door in België. Glasramen van hem hangen in een tiental kerken in het Brusselse, in Antwerpen, Genval en Waver. Zijn schilderstijl is het realisme. Na het einde van de Eerste Wereldoorlog voegde hij Belgisch-patriottische elementen toe aan de taferelen. Zijn atelier van glasramen in Schaarbeek breidde uit met meerdere medewerkers.
Bekend geworden voor zijn glasramen, voerde hij opdrachten uit voor kerken in het buitenland: Guatemala, Mexico, Zwitserland, Spanje, Portugal en Groot-Brittannië.

## Enkele glasramen in Belgische kerken

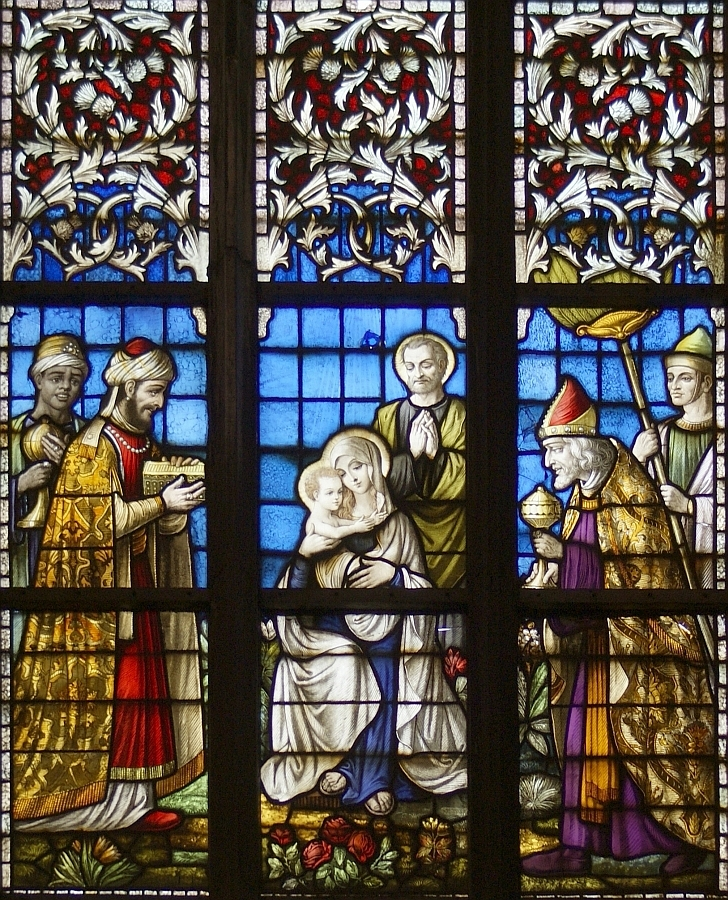
Sint-Hubertuskerk in Berchem
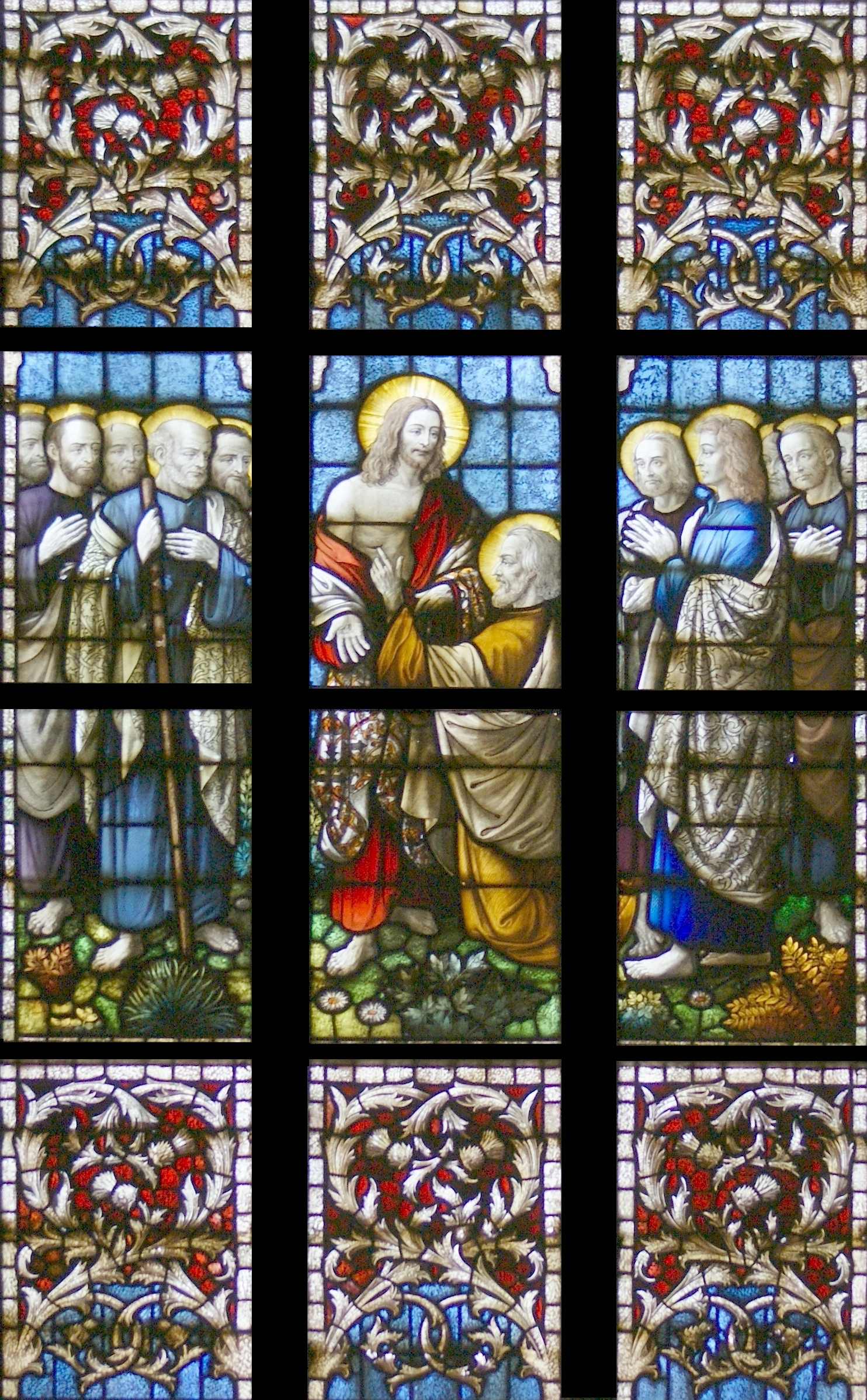
Sint-Hubertuskerk Berchem

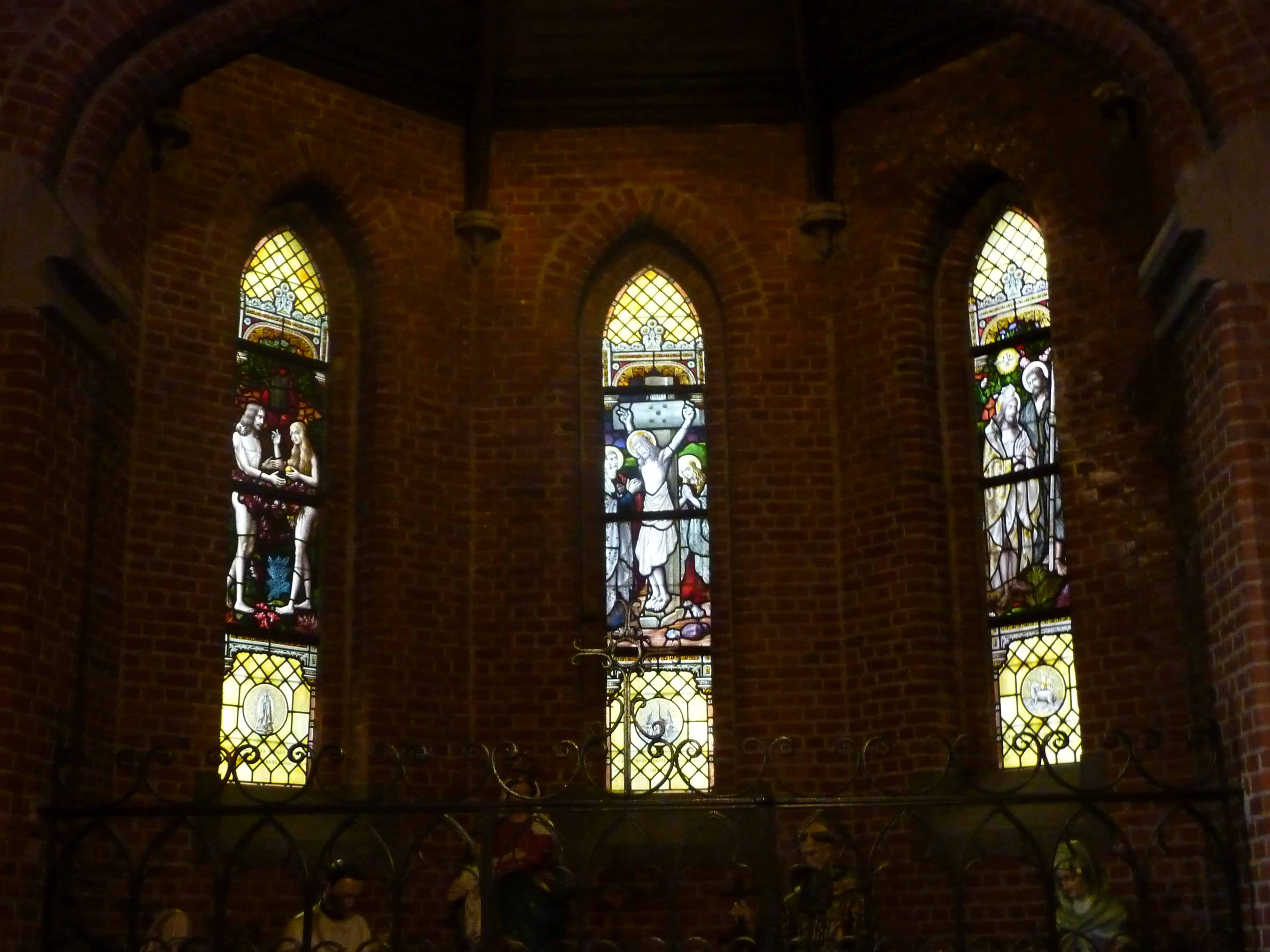
Sint-Jozefskerk in Evere
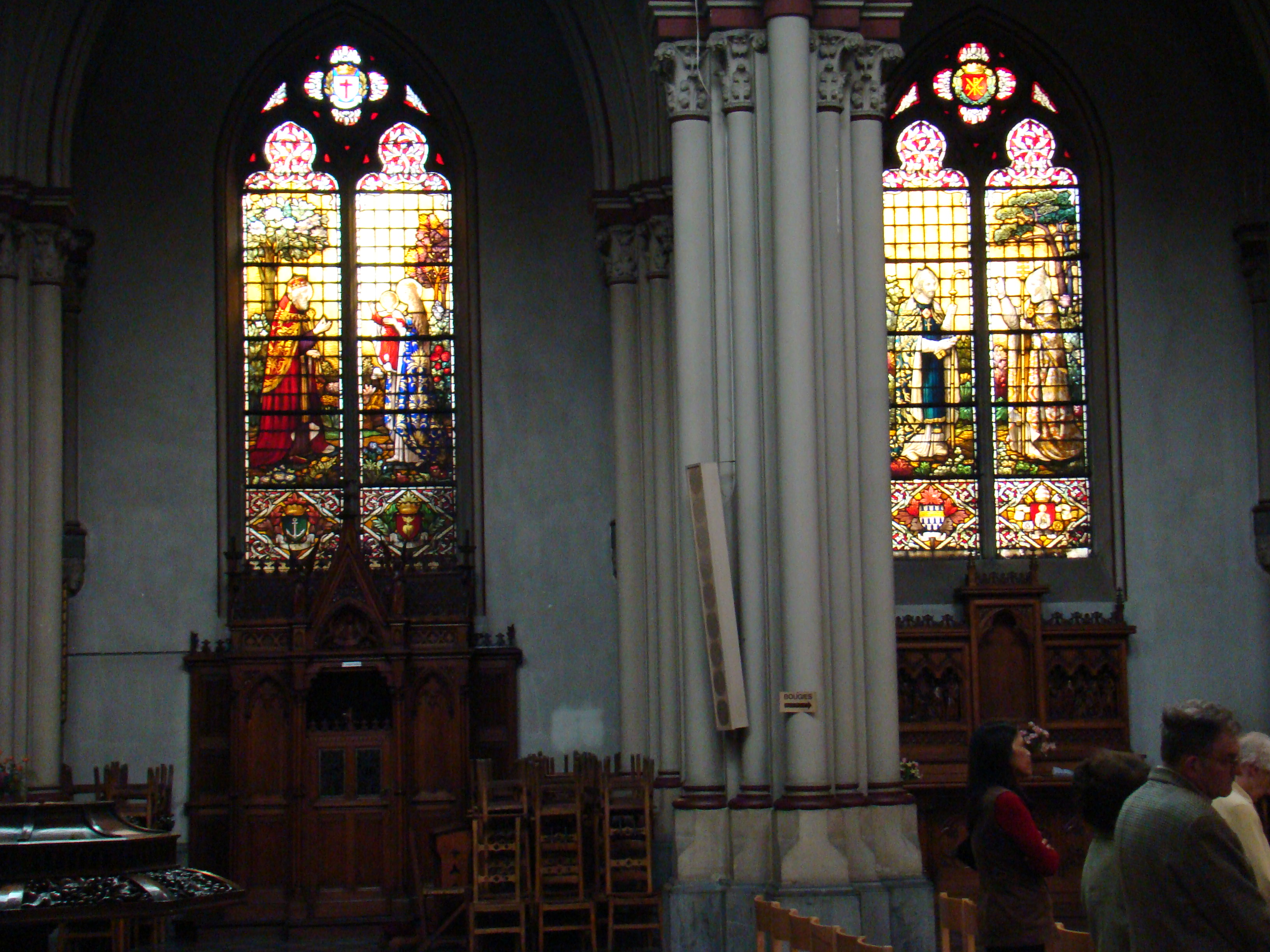
Sint-Servaaskerk in Schaarbeek